# Universität Łódź
Die Universität Łódź (pl.: Uniwersytet Łódzki) ist eine polnische Universität in Łódź mit etwa 23.000 Studenten.

## Geschichte
Die Universität Łódź wurde am 24. Mai 1945 als Nachfolgeinstitut des in den 1920er-Jahren tätigen Łódźer Wissenschaftlichen Instituts (1921–1928), der Hochschule für Wirtschafts- und Sozialwissenschaften (1924–1928) sowie einer Abteilung der „Freien Universität“ Polens (1928–1939) gegründet.
1950 wurden die medizinischen Fächer in die selbständige Medizinische Akademie Łódź ausgegliedert. Heute studieren an der Universität über 23.000 Studenten. Die Universitätsbibliothek beherbergt etwa 2,8 Millionen Bände und ist damit eine der größten Polens.
Zur Universität gehören auch Studentenwohnheime mit Platz für über 4.200 Studenten. Die Wohnheime befinden sich fast ausschließlich nahe dem Zentrum im so genannten „Lumumbowo“-Campus, benannt nach Patrice Lumumba.
Studenten erhalten für öffentliche Verkehrsmittel eine Ermäßigung des Ticketpreises um 50 %. Ein Monatsticket wird in Łódź  Migawka genannt.
Die Universität hat viele internationale Kooperationen, unter anderem mit Deutschland, Frankreich, Brasilien, der Volksrepublik China und Mexiko.

## Fakultäten
- Biologie und Umweltschutz

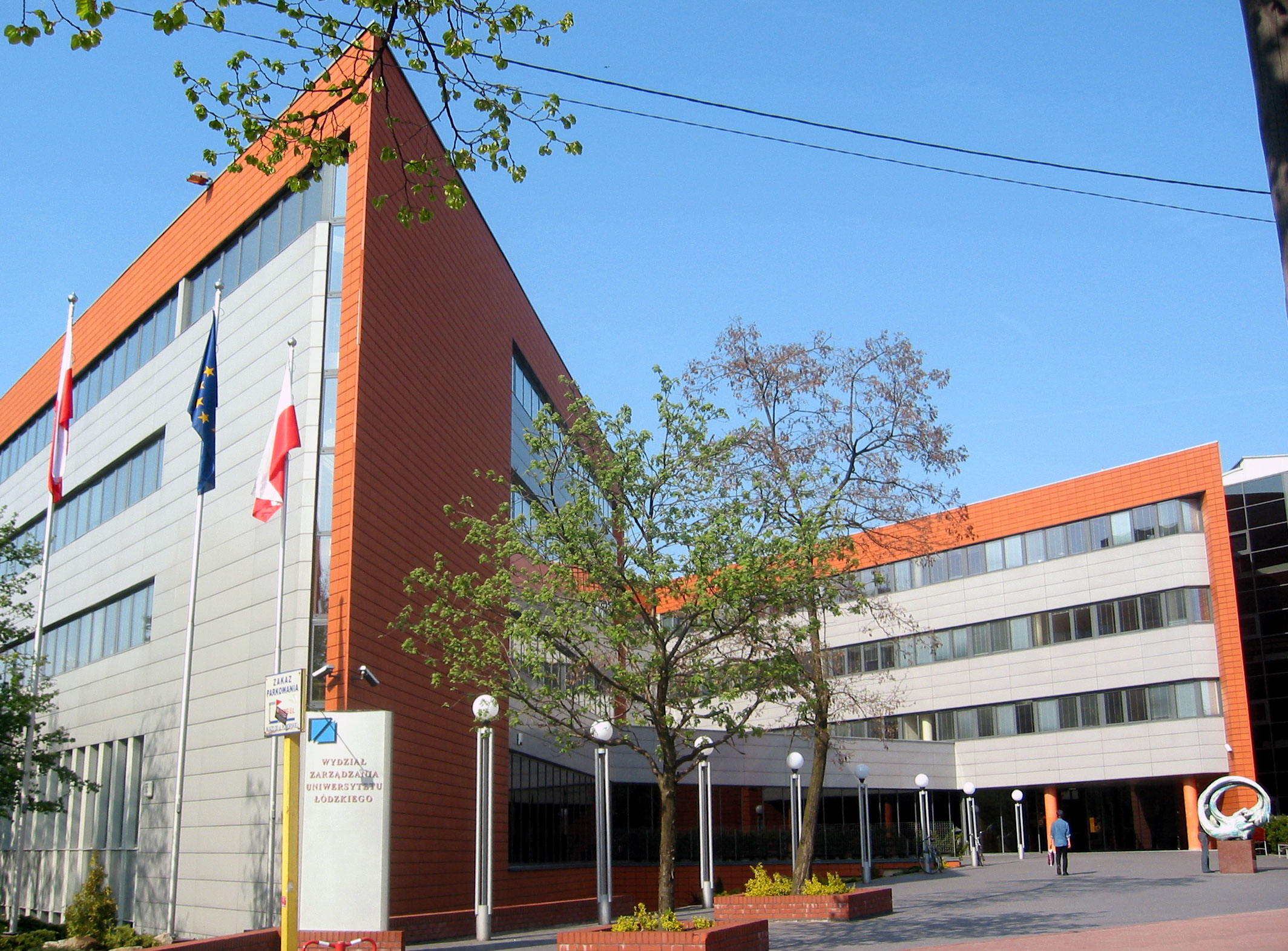
Die Managementfakultät

- Wirtschafts- und Sozialwissenschaften
- Philologie mit Institut für Slawische Philologie der Universität Łódź
- Philosophie und Geschichte
- Physik und Chemie
- Mathematik
- Geowissenschaften
- Pädagogik
- Recht und Verwaltung
- Internationale und Politische Studien
- Management

## Studentische Initiativen
- AIESEC
- ELSA
- Erasmus Student Network University of Łódź (ESN UL)
- Niezależna Zrzeszenie Studentów (Unabhängige Vereinigung der Studenten)
- Zrzeszenie Studentów Polskich (Vereinigung der Polnischen Studenten)
- Chor der Universität
- Theatergruppe Pstrąg – Grupa 80

## Rektoren
1. Tadeusz Kotarbiński, 1945–1949
2. Józef Chałasiński, 1949–1952
3. Jan Szczepański, 1952–1956
4. Adam Szpunar, 1956–1962
5. Stefan Hrabec, 1962–1965
6. Józef Stanisław Piątowski, 1965–1968
7. Witold Janowski, 1968–1968
8. Andrzej Nadolski, 1968–1969
9. Zdzisław Skwarczyński, 1969–1972
10. Janusz Górski, 1972–1975
11. Romuald Skowroński, 1975–1981
12. Jerzy Wróblewski, 1981–1984
13. Leszek Wojtczak, 1984–1990
14. Michał Seweryński, 1990–1996
15. Stanisław Liszewski, 1996–2002
16. Wiesław Puś, 2002–2008
17. Włodzimierz Nykiel, 2008–2016
18. Antoni Różalski, 2016–2020
19. Elżbieta Żądzińska, 2020–2024
20. Rafał Matera (seit 2024)[3]

## Ehrendoktoren
- Dietger Hahn (1935–2017), 1992, Professor an der Justus-Liebig-Universität in Gießen
- Aaron Ciechanover (* 1947), 2012, israelischer Biochemiker.

## Bibliothek
Die Bibliothek der Universität Łódź ist eine der größten und modernsten wissenschaftlichen Bibliotheken in Mitteleuropa. Neben der Hauptuniversitätsbibliothek gibt es 106 Zweigbibliotheken, deren Sammlungen an die wissenschaftlichen und didaktischen Aktivitäten der Institutionen angepasst sind. Die Anzahl der registrierten Inhaber von Bibliothekskarten liegt jetzt bei über 20.000.
Die Bestände der Universität Łódź beinhalten auch historische Drucke, darunter eine große Anzahl von Germanica auch mit Provenienzen deutscher Bibliotheken, zum Beispiel Bestände aus der Preußischen Staatsbibliothek zu Berlin (sog. Berlinka).